# Automobile Barcelona
El Automobile Barcelona es un salón del automóvil que se celebra en el mes de mayo en Barcelona, España. Tiene lugar desde el año 1919.
Es el único certamen español reconocido por la Organización Internacional de Constructores de Automóviles (OICA).
Se celebra bienalmente en los años impares, el evento está orientado tanto a profesionales como al público en general. El lugar de la muestra son las instalaciones de la Fira de Barcelona, en el barrio de Montjuïc.

## Historia reciente
La edición de 2005 no contó con grandes novedades, al margen de algunos rediseños y nuevas motorizaciones de algunos coches de las firmas que se exponían. La atención de los medios fue a parar a los coches realizados en la región, como el SEAT León, de la fábrica de Martorell, y el Nissan Navara King, realizado en la Zona Franca del Puerto de Barcelona. Ese año estaban de moda las berlinas y los todoterrenos, como el Cadillac Escalade, el Hummer H3 o el Jeep Grand Cherokee. Generó cierta expectación la nueva imagen del Ford Mondeo, así como el Audi A3 de 3 puertas. Ese año el Salón tuvo 250.000 visitantes.
En 2007 hubo novedades más sustanciales. Se presentó el nuevo Kia Picanto, el SEAT Altea Freetrack, el Peugeot 207 SW y el Citroën C4 Sedán. Además se celebró el 50 Aniversario del primer SEAT 600.
En 2009 el evento celebró su 90 Aniversario y también batió su récord de participación, con 55 marcas diferentes. En esa edición, por la crisis, se presentaron coches más económicos y con menos consumo y, por ende, más ecológicos y adaptados a las nuevas normativas.
Fue presidido por Enrique Lacalle y dirigido por José Miguel García.
También en 2009 recibió la clasificación de "Acontecimiento de Excepcional Interés Público". La existencia de esa mención fue aprobada en el Congreso de los Diputados y se aplica según lo expuesto en el artículo 27 de la Ley 49/2002.
Esa edición presentó como novedades internacionales el Fiat 500 Barbie, Opel Insignia OPC, Seat Ibiza Bocanegra, Seat Ibiza FR y el Seat León Cupra. Como novedades europeas presentó un portotipo del Audi Q3, Dacia Sandero Stepway, Land Rover Discovery IV, Mercedes-Benz Clase S 400 Hybrid, Nissan NV200 Van, Range Rover 2010, Range Rover Sport 2010 y el Tata ACE eléctrico.
Cómo primicia para España, se presentó la marca Abarth. Alfa Romeo presentó el 8C Spider y el prototipo del Alfa Romeo MiTo GTA. BMW presentó el nuevo Z4. Citroën presentó el C4 WRC HYbrid4 y el prototipo DS Inside. Fiat presentó el 500C y 500 by Diesel edición especial, y un nuevo Punto 1.6 con 120 CV. Ford presentó el prototipo Iosis MAX, el Focus RS con 305 CV, el Kuga 2.5 Turbo de 200 CV y la versión campera del Focus X Road. Honda presentó el Insight vehículo híbrido. Se presentó la marca de lujo de Nissan, Infiniti. Lancia presentó el Delta Hardblack 1.8 Di TurboJet de 200 CV. Land Rover presentó el Freelander 2 TD4_e Stop/Start. Lada presentó el Priora. Lexus presentó el RX 450h, el IS 250C, versión descapotable. Mazda presentó el CX-7 con un nuevo motor diésel, el Mazda 3 y Mazda3 MPS y el prototipo Kazamazal. Mercedes-Benz presentó una nueva gama de la Clase E Coupé. El fabricante Mini presentó el Cabrio. Mitsubishi presentó el prototipo i MliEV Sport Air. Nissan presentó el prototipo Kasana, el Pixo y el 370Z con 331 CV. Peugeot expuso el 3008. Škoda presentó el Yeti. SsangYong presentó el prototipo C200. Suzuki presentó el Alto. Tata presentó el Indica Vista y V2 Eléctrico y el Nano. Toyota presentó el Urban Cruiser. Volkswagen presentó el nuevo diseño del Polo y del Golf GTI.
En 2011 el evento solo presentó una gran novedad mundial: el Hyundai i40. También se presentaron algunas novedades europeas, como el Audi Q3, el Mercedes Concept Clase A y el Volkswagen Beatle. No obstante, la crisis había reducido el mercado del automóvil en un 43% y algunas marcas no estuvieron presentes en el Salón, como Suzuki, Subaru, Lexus y Honda. En 2013 siguió habiendo empresas que no estuvieron presentes y solo expusieron 22 firmas, aunque las cifras fueron mejores que en 2011.
En 2015 la situación mejoró sensiblemente. Se presentaron 100 novedades, además de algunas novedades en productos tecnológicos. También contó con la presencia del Presidente Rajoy.